# Lærdalsøyri
Lærdalsøyri is een kleine stad in en bestuurszetel van de Noorse gemeente Lærdal in de provincie Vestland. Het stadje telt 1147 inwoners (stand 1 januari 2012).

## Geografie
Lærdalsøyri ligt aan de monding van de rivier Lærdalselvi in de Lærdalsfjord. Het stadje ligt hemelsbreed zo'n 140 km noordoostelijk van Bergen. Plaatsen in de buurt zijn Sogndalsfjøra, Kaupanger en Aurland.

## Geschiedenis
De oude kern van Lærdalsøyri is een straatje met huizen daterend uit ongeveer 1800 en vormt een beschermd stadsgezicht. Op 18 januari 2014 werd de historische kern van Lærdalsøyri getroffen door een brand die tientallen gebouwen in de as legde.
|  |  |